# Skencil
Skencil （スケンシル、元の名前は Sketch）は、ベクトル画像描画ソフトウェア。ほとんど Python （残りはスピードのために C言語） で実装されている。

## ライセンス
Skencil は GNU Lesser General Public License でリリースされている。